# Pierre David (producteur)
Pour les articles homonymes, voir Pierre David et David.
Pierre David (né le 17 mai 1944 à Montréal) est un producteur de cinéma québécois.

## Biographie
Il est le petit-fils de l'homme politique Athanase David, le fils du cardiologue Paul David et le frère des députés Françoise David et Hélène David.
Depuis 1983, il travaille à Los Angeles, en Californie.

## Filmographie

### Comme réalisateur
- 1994 : Scanner Cop[2]

### Comme producteur
Il a travaillé comme producteur ou producteur exécutif à plus d'une centaine d’œuvres.
- 1972 : Les Colombes
- 1973 : J'ai mon voyage !
- 1976 : Je suis loin de toi mignonne
- 1976 : Parlez-nous d'amour
- 1977 : Panique
- 1979 : Éclair au chocolat
- 1979 : Chromosome 3 (The Brood)
- 1981 : Scanners
- 1983 : Vidéodrome
- 1990 : Affaires privées
- 2001 : Face au tueur
- 2007 : J'ai serré la main du diable